# Kontrollschild (Schweiz)

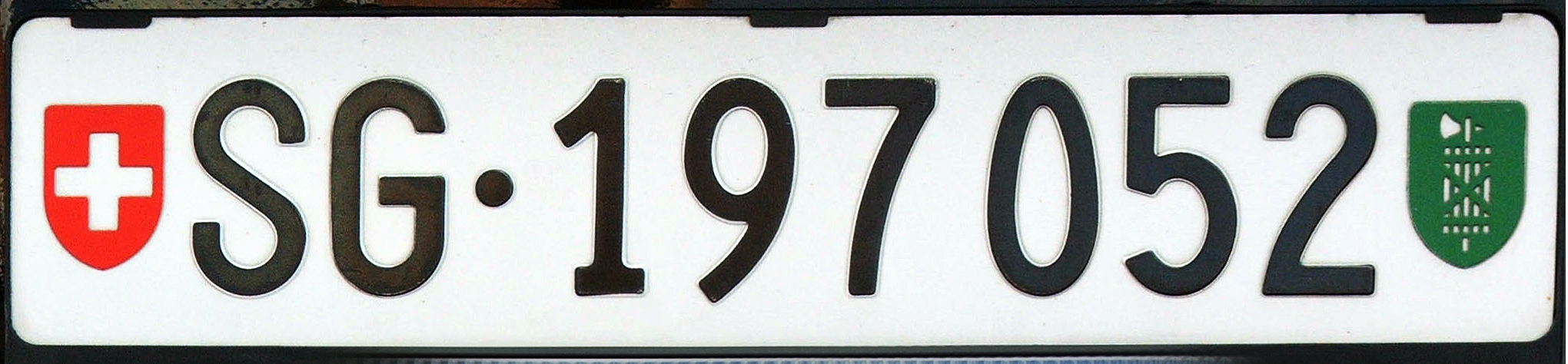
Auto-Kontrollschild (Heck), Kanton St. Gallen

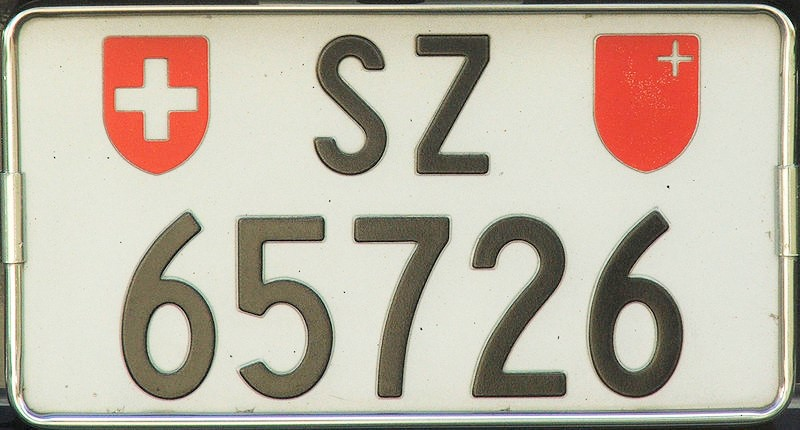
Zweizeiliges Kontrollschild aus dem Kanton Schwyz (Heck)

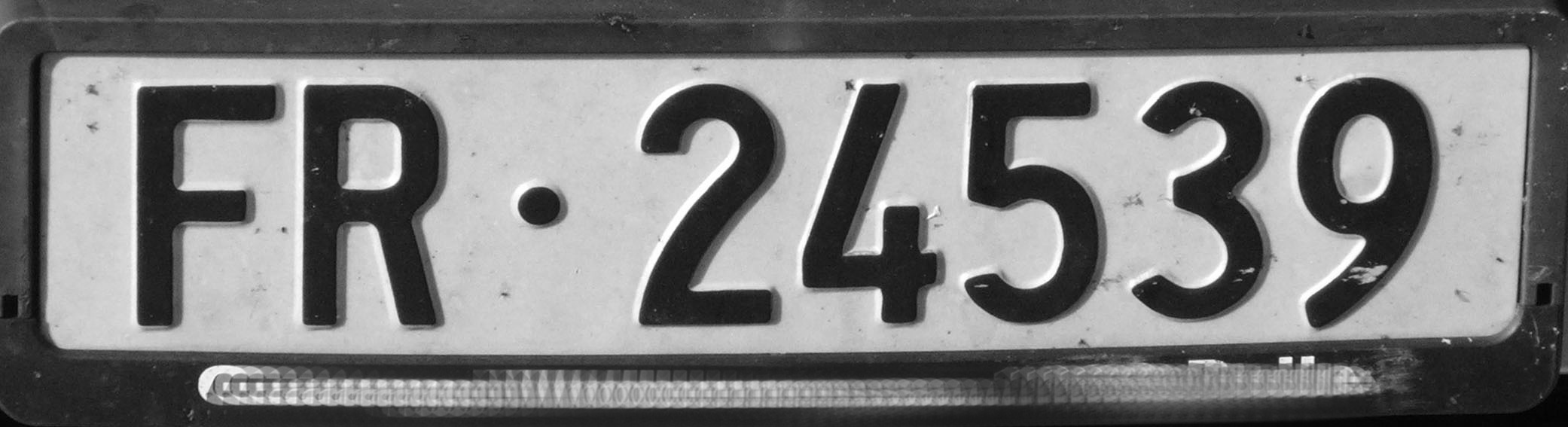
Vorderes Kontrollschild aus dem Kanton Freiburg

Kontrollschild ist der in der Schweiz verwendete Begriff für das am Motorfahrzeug angebrachte Kraftfahrzeugkennzeichen. Umgangssprachlich wird es allgemein Autonummer oder Nummernschild genannt.
Schweizer Kontrollschilder bestehen aus einem zweistelligen alphabetischen Kantonskürzel und einer bis zu sechsstelligen Nummer. Das hintere Kontrollschild zeigt zusätzlich das Schweizerwappen und das jeweilige Kantonswappen. Die hinteren Nummernschilder können wahlweise im Lang- oder Hochformat angefordert werden.
Die Schilder werden dem Halter zugeteilt und nicht dem Fahrzeug. Sie können auf Antrag auch als Wechselschilder für maximal zwei Fahrzeuge genutzt werden. Bei einem Fahrzeugwechsel des Halters wird nach der Ummeldung dasselbe Kontrollschild ans neue Fahrzeug montiert. Meldet der Halter kein neues Fahrzeug mehr an, so gibt er das Kontrollschild an die ausgebende Behörde zurück. Je nach Kanton bleibt es für eine gewisse Zeit für den bisherigen Halter reserviert (und kann gegen Gebühr jahreweise verlängert werden).

## Geschichte

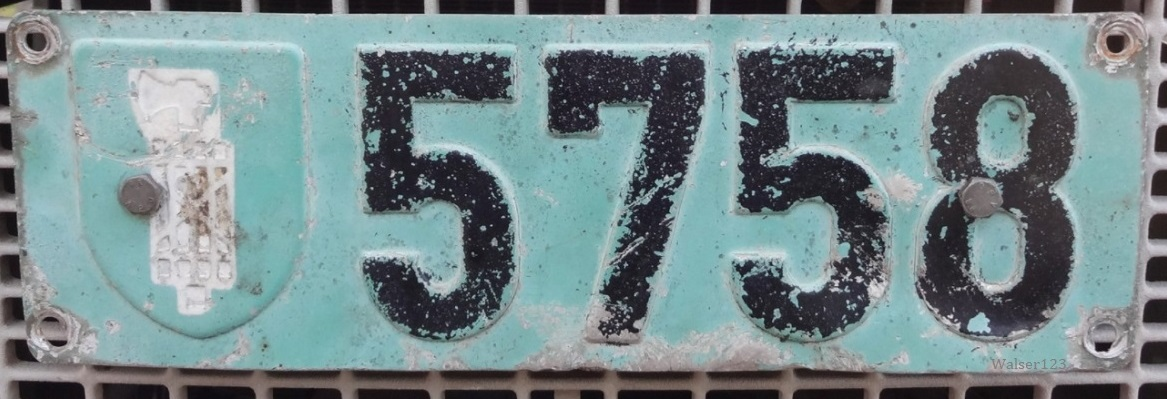
Altes Traktor-Kontrollschild aus dem Kanton St. Gallen, noch ohne das Kantonskürzel SG

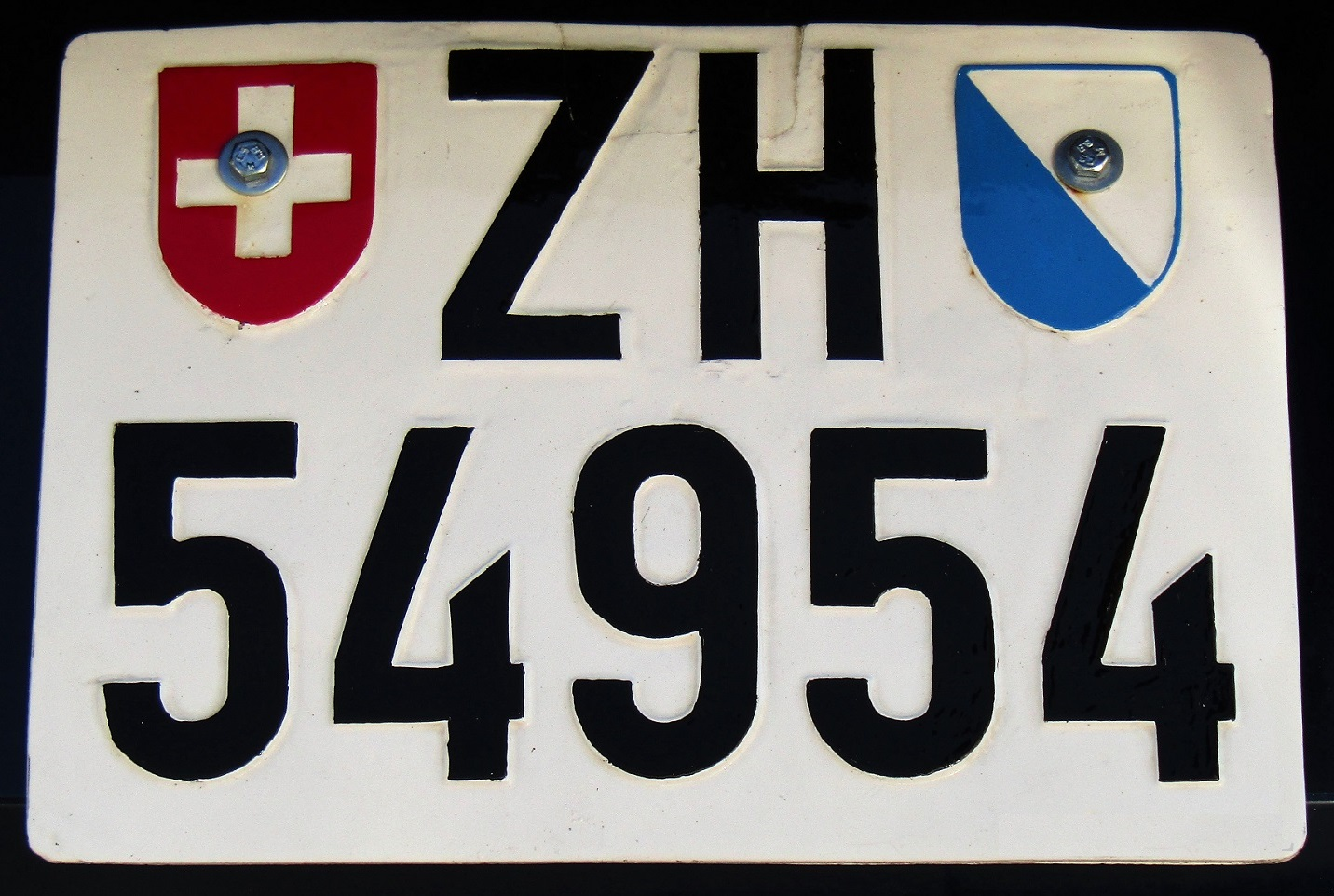
Altes Auto-Kontrollschild aus dem Kanton Zürich

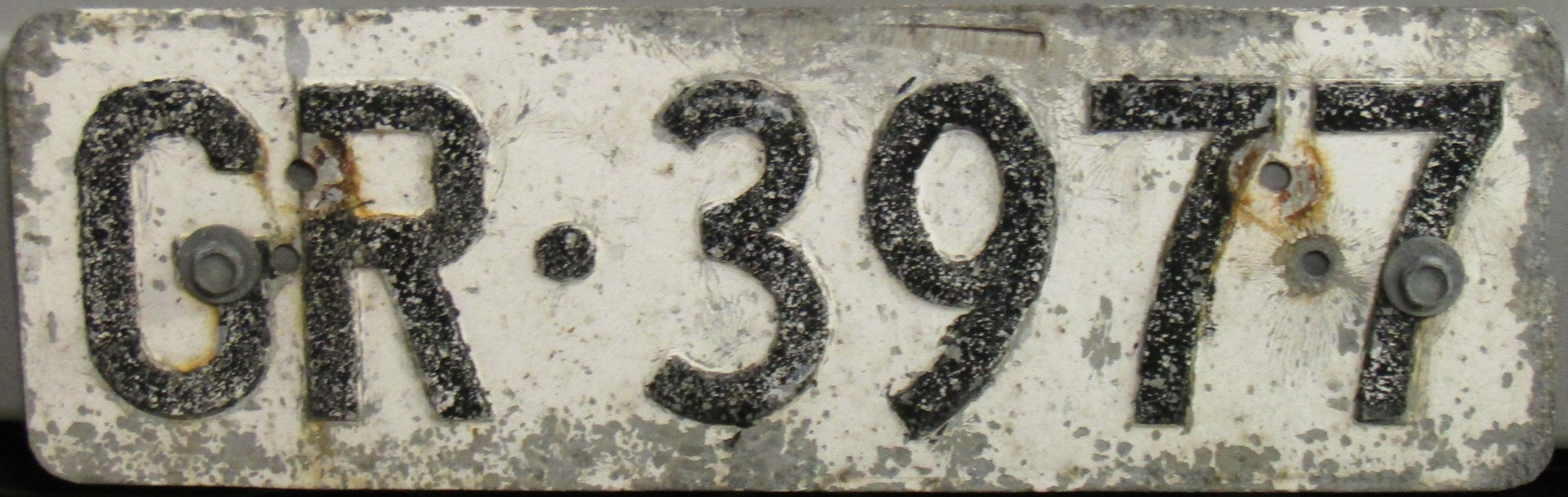
Abgenutztes Auto-Kontrollschild mit neuer Schrift aus dem Kanton Graubünden. Schilder in einem problematischen Zustand (insbesondere wenn die weiße Reflexionsfolie matt geworden ist) werden bei Gelegenheit kostenfrei durch neue ersetzt.

- 1894 schrieb der Kanton Basel-Stadt vor, dass Velokennzeichen auch an Motorfahrzeugen anzubringen sind.
- 1901 vergab der Kanton Luzern Kontrollschilder für Motorfahrzeuge.
- 1902 verordnete der Kanton Zürich, dass Motorfahrzeuge vorne und hinten ein Kontrollschild aufweisen müssen.
- 1905 beschlossen die Kantone eine Nummernverteilung nach untenstehendem Schema. Die Schilder waren schwarz mit weisser Schrift.
- 1911 wurden die zugeteilten Nummern teilweise aufgebraucht, daher fügte man als Suffix einen Buchstaben ein.
- 1922 begannen einige Kantone, die Schilder in weiss mit schwarzer Schrift produzieren zu lassen, da sie weniger schmutzempfindlich sind.[2]

| 0001–1000 | Zürich    |
| 1001–2200 | Bern      |
| 2201–2600 | Luzern    |
| 2601–2700 | Uri       |
| 2701–2900 | Schwyz    |
| 2901–3000 | Obwalden  |
| 3001–3100 | Nidwalden |
| 3101–3300 | Glarus    |
| 3301–3400 | Zug       |

| 3401–3800 | Freiburg               |
| 3801–4100 | Solothurn              |
| 4101–4600 | Basel-Stadt            |
| 4601–4800 | Basel-Landschaft       |
| 4801–5000 | Schaffhausen           |
| 5001–5200 | Appenzell Ausserrhoden |
| 5201–5300 | Appenzell Innerrhoden  |
| 5301–5800 | St. Gallen             |

| 5801–6000 | Graubünden |
| 6001–6400 | Aargau     |
| 6401–6700 | Thurgau    |
| 6701–7100 | Tessin     |
| 7101–8000 | Waadt      |
| 8001–8400 | Wallis     |
| 8401–8800 | Neuenburg  |
| 8801–9999 | Genf       |

## Aktuelles System

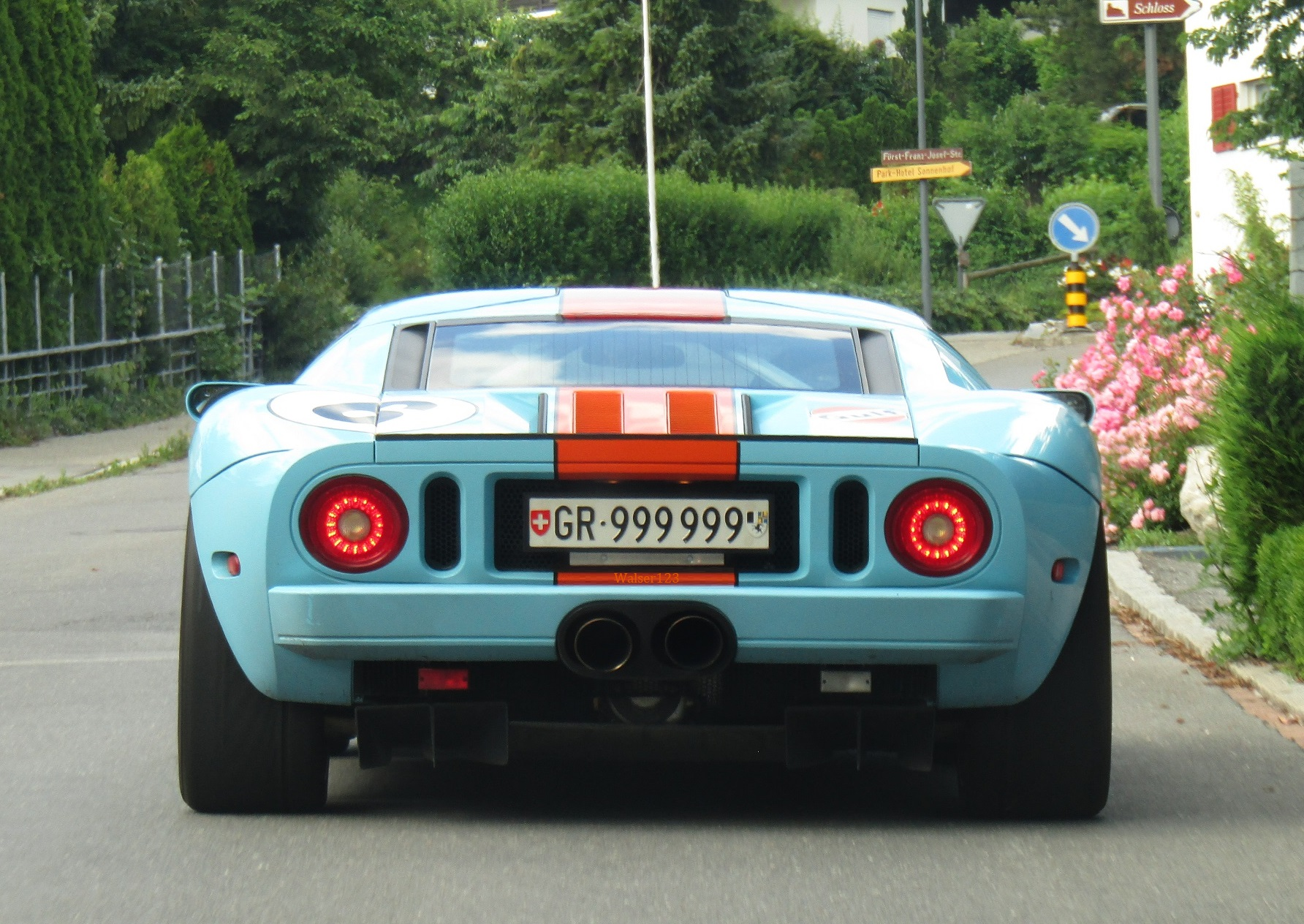
Wunschkennzeichen GR 999999

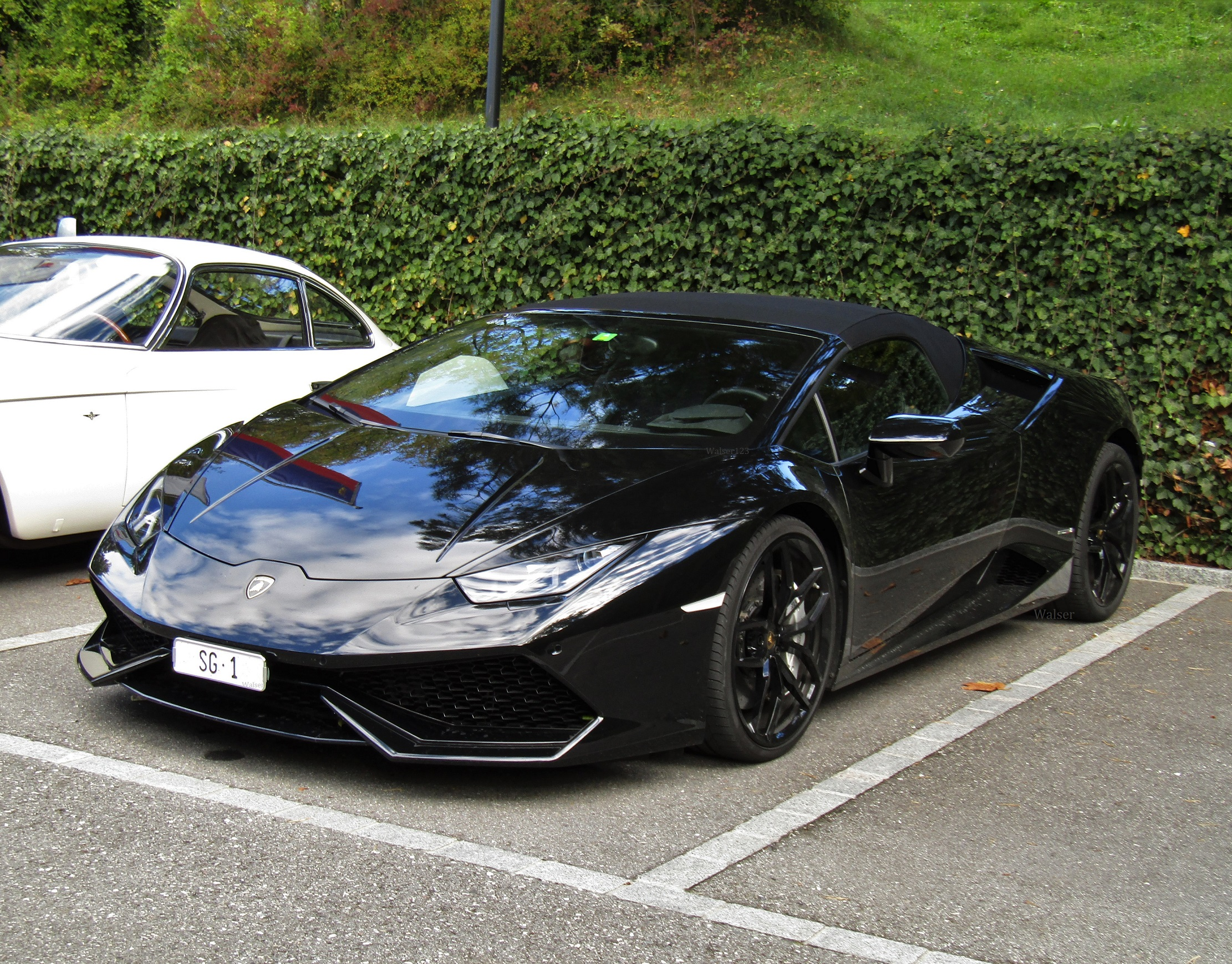
SG 1, versteigert für CHF 135'000

1933 waren die zugeteilten Nummernblöcke auch mit den Suffixen bald aufgebraucht und man führte die heute noch gültigen Kontrollschilder ein. Die vorderen Kontrollschilder waren anfänglich 38 × 11 cm gross, seit 1972 haben sie das heutige Format (30 × 8 cm). Die hinteren Kontrollschilder gab es bis 1959 nur im Hochformat (31 × 24 cm). Ab 1959 wurden die hinteren Kontrollschilder auf Wunsch auch im Langformat abgegeben. Diese waren anfänglich 44 × 11 cm, später dann 38 × 11 cm gross. Seit 1987 haben sie das heutige Format (50 × 11 cm). Die hochformatigen hinteren Kontrollschilder gibt es seit 1972 in der heutigen Form (30 × 16 cm).
Motorfahrzeuge müssen mit einem vorderen und einem hinteren Kontrollschild aus Alu-Blech versehen sein. Ausgenommen sind Anhänger, Motorräder und Kleinmotorräder, Motorschlitten, Klein- und Leicht-Motorfahrzeuge sowie Landwirtschafts-Fahrzeuge und Motor-Einachser. Sie alle haben nur ein hinteres Kontrollschild (ausgenommen Landwirtschafts-Fahrzeuge, diese haben generell nur ein vorderes Schild, welches entweder vorne oder hinten am Fahrzeug angebracht werden kann).
Zurückgegebene Kontrollschilder werden in einigen Kantonen nach angemessener Zeit wieder in Umlauf gebracht. In anderen Kantonen, wie beispielsweise Genf, werden stets neue fortlaufende Nummern vergeben. Einige Kantone erlauben Wunschkennzeichen ausserhalb laufender Nummern. In einigen Kantonen kann mit fünf- oder mehrstelligen Nummern gehandelt werden, während ein- bis vierstellige Nummern nur vererbt werden können.
In den letzten Jahren sind viele Kantone dazu übergegangen, zurückgegebene Kontrollschilder mit besonders niedrigen Zahlen (ein- bis vierstellig) oder mit besonders einprägsamen Zahlen (zum Beispiel 100000 oder 22333) gegen bestimmte erhöhte Gebühren oder an meistbietende Interessenten zu verkaufen. Dazu stellen viele Kantone entsprechende Internetportale zur Verfügung. So musste im Kanton St. Gallen die Berufsfeuerwehr der Stadt St. Gallen die Nummern «SG 1» bis «SG 20» zurückgeben, damit diese an Meistbietende versteigert werden können. «SG 1» wurde für 135'000 Franken versteigert. Die Versteigerung dient der Aufbesserung des Finanzhaushalts des Kantons. Im Jahr 2017 hat ein Unternehmer aus dem Wallis aus «Protest» gegen den Kanton die Nummer VS 1 für 160'100 Franken ersteigert. Im Juli 2024 versteigerte der Kanton Zürich die Nummer ZH 24. Gekauft wurde es in einer Online-Auktion für 299'000 Franken, landesweit ist es somit das teuerste Schild, das je von einem Strassenverkehrsamt verkauft wurde.
Bei einem Fahrzeugwechsel des Halters wird nach der Ummeldung dasselbe Kontrollschild ans neue Fahrzeug montiert, somit ist es auch möglich, ein neues Fahrzeug zu erwerben und mit den eigenen Kontrollschildern sofort zu bewegen (sofern vorgängig telefonisch die Versicherung informiert wurde). Der Fahrzeugausweis von dem neuen und dem alten Fahrzeug wird dann per Post zum entsprechenden Strassenverkehrsamt geschickt und der Halter erhält nach wenigen Tagen die neuen Papiere per Post zugestellt. In der Übergangsfrist darf das neue Fahrzeug ohne offizielle Papiere fahren, es ist jedoch ein spezielles Dokument mitzuführen (im Internet gratis verfügbar), welches bei einer allfälligen Polizeikontrolle vorzuweisen ist. Dieses Vorgehen ist jedoch nur in der Schweiz und Liechtenstein zulässig. Von Fahrten in anderen Ländern wird abgeraten, solange keine Papiere für den Wagen vorliegen.

### Farben und Formate
| Farben | Fahrzeugtyp/Verwendung | Format vorne | Format hinten                                         |
| ------ | --- | ------------ | ----------------------------------------------------- |
|        | Motorwagen und Anhänger | 300 × 80 mm  | 500 × 110 mm 300 × 160 mm                             |
|        | Arbeitsfahrzeuge | 300 × 80 mm  | 500 × 110 mm 300 × 160 mm                             |
|        | Ausnahmefahrzeuge | 300 × 80 mm  | 500 × 110 mm 300 × 160 mm                             |
|        | Landwirtschaftliche Fahrzeuge | 300 × 80 mm  | ohne                                                  |
|        | Motorräder, Klein- und dreirädrige Fahrzeuge | ohne         | 180 × 140 mm                                          |
|        | Kleinmotorräder (bis Juli 2013) und Leichtmotorfahrzeuge | ohne         | 180 × 140 mm                                          |
|        | Motorfahrräder (Mofas), E-Bikes über 25 km/h, motorisierte Rollstühle über 20 km/h und Elektro-Stehroller (Segway-Fahrzeuge) | ohne         | 100 × 140 mm                                          |
|        | Kleinmotorräder (seit Juli 2013) und Elektro-Stehroller (Segway-Fahrzeuge) (bis Juni 2015) | ohne         | 100 × 140 mm                                          |
|        | Militär-Fahrzeuge | 300 × 80 mm  | 500 × 110 mm 300 × 160 mm (180 × 140 mm für Anhänger) |
|        | Zusätzliches drittes Kontrollschild für Motorwagen mit montiertem Heckträger. Das dritte Schild ist fakultativ; damit ist das Ummontieren des hinteren Kontrollschildes nicht mehr notwendig, aber weiterhin erlaubt. Rote Schilder sind nur mit weissen Motorwagen- und Anhängerschildern gültig. | ohne         | 500 × 110 mm                                          |

### Kantone
| Schema | Schema  | Kanton                 | Höchste Motorwagen-Nummer aus laufender Serie Ohne Spezialnummern, Wunschnummern usw., gemäss Quelle(n) | Höchste Motorwagen-Nummer aus laufender Serie Ohne Spezialnummern, Wunschnummern usw., gemäss Quelle(n) |
| Schema | Schema  | Kanton                 | Nummer                                                                                                  | Datum                                                                                                   |
| ------ | ------- | ---------------------- | --- | --- |
| AG     | XXX XXX | Aargau                 | 712 000                                                                                                 | Juni 2024                                                                                               |
| AR     | XX XXX  | Appenzell Ausserrhoden | | |
| AI     | XX XXX  | Appenzell Innerrhoden  | | |
| BL     | XXX XXX | Basel-Landschaft       | | |
| BS     | XXX XXX | Basel-Stadt            | 114 000                                                                                                 | Juni 2024                                                                                               |
| BE     | XXX XXX | Bern                   | | |
| FR     | XXX XXX | Freiburg               | | |
| GE     | XXX XXX | Genf                   | 964 191                                                                                                 | Juni 2024                                                                                               |
| GL     | XX XXX  | Glarus                 | 33 000                                                                                                  | Juni 2024                                                                                               |
| GR     | XXX XXX | Graubünden             | | |
| JU     | XX XXX  | Jura                   | | |
| LU     | XXX XXX | Luzern                 | | |
| NE     | XXX XXX | Neuenburg              | | |
| NW     | XX XXX  | Nidwalden              | | |
| OW     | XX XXX  | Obwalden               | | |
| SH     | XX XXX  | Schaffhausen           | 79 000                                                                                                  | Juni 2024                                                                                               |
| SZ     | XXX XXX | Schwyz                 | 188 000                                                                                                 | Juni 2024                                                                                               |
| SO     | XXX XXX | Solothurn              | | |
| SG     | XXX XXX | St. Gallen             | 497 000                                                                                                 | Juni 2024                                                                                               |
| TI     | XXX XXX | Tessin                 | | |
| TG     | XXX XXX | Thurgau                | | |
| UR     | XX XXX  | Uri                    | 40 000                                                                                                  | Juni 2024                                                                                               |
| VD     | XXX XXX | Waadt                  | 727 000                                                                                                 | Juni 2024                                                                                               |
| VS     | XXX XXX | Wallis                 | | |
| ZG     | XXX XXX | Zug                    | 100 000                                                                                                 | Januar 2016                                                                                             |
| ZH     | XXX XXX | Zürich                 | 978 000                                                                                                 | Juni 2024                                                                                               |

## Siebenstellige Nummern
Da in den Kantonen Bern und Zürich bald die möglichen Nummernkombinationen ausgeschöpft sein werden, sollen dort, wie vom Astra 2024 bestätigt, siebenstellige Nummern eingeführt werden. 
Diese Annahme der Erschöpfung der sechsstelligen Nummern beruht jedoch auf einem mathematischen Irrtum, da nach wie vor 111`111 ungenutzte sechsstellige Nummern mit führender Null im Bereich von 0 über 000`000 bis 099`999 verfügbar wären. Die auf Stufe Bund am 16. März 2023 im Nationalrat lancierte entsprechende Motion Jauslin „Mit attraktiven Zahlenkombinationen die Anzahl der verfügbaren sechsstelligen Schweizer Kontrollschilder erweitern“ ist inzwischen unbehandelt verfallen.
Gültig werden siebenstellige Nummern ab Januar 2026 sein, die ersten dürften 2027 herausgegeben werden, hingegen wird es mit Stand 2024 in nächster Zukunft aus Kostengründen keine personalisierten Kennzeichen (sogenannte Vanity Plates) oder eine Integration des Nationalitätszeichens ins Kontrollschild geben.

## Sondernutzungen

### Garagennummern

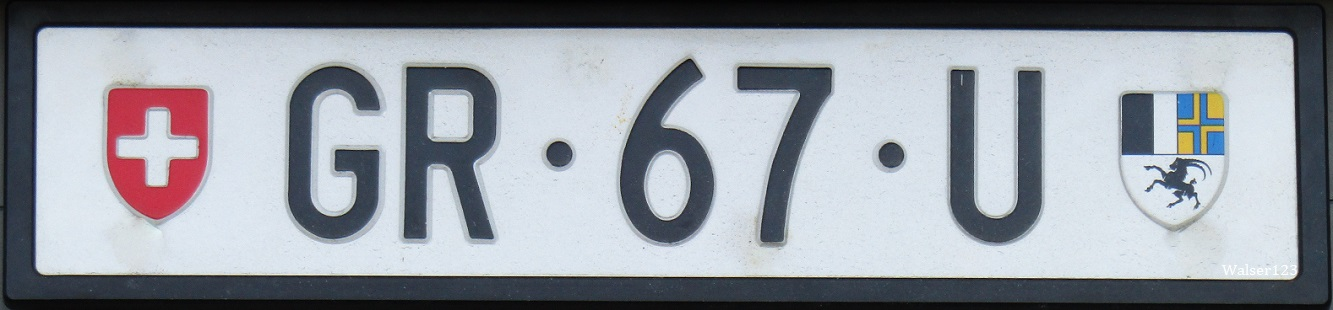
Kontrollschild für Autohändler und Reparaturwerkstätten, Graubünden

Die Kontrollschilder für Autohändler (umgangssprachlich «Garagennummern», «U-Nummern») stehen nur eingetragenen Autohändlern und Reparaturwerkstätten zur Verfügung. Diese Nummern können kurzzeitig für sämtliche Motorfahrzeuge für Überprüfungsfahrten und Überführungsfahrten genutzt werden, unabhängig von deren Motorleistung und dem Emissionsausstoss. Auch die Benutzung der Autobahn ohne Autobahn-Vignette ist bei autobahntauglichen Fahrzeugen erlaubt, jedoch nicht die Fahrt ins Ausland (auch nicht ins benachbarte), da sie aufgrund der Wiener Konvention nicht anerkannt werden müssen. Die Wiener Konvention verlangt nur die Anerkennung von behördlich auf ein Fahrzeug zugeteilten Kontrollschildern. Garagennummern werden jedoch nicht von der Behörde, sondern vom Garagisten auf ein Fahrzeug zugeteilt; er ist für die Fahrtauglichkeit des Fahrzeugs verantwortlich (da so ein Fahrzeug zwar fahrtüchtig, aber nicht zwingend vorgeführt sein muss). Nebst der Anbringung an den ordentlichen Autonummernhalterungen der Fahrzeuge ist es auch zulässig, diese «U-Nummern» mittels Magnet auf der Motorhaube und am Heck, z. B. unter der Heckscheibe oder in eine Kunststofftasche angehängt, anzubringen. «U-Nummern» wurden 1977 eingeführt. Von 1933 bis 1976 hatten Händlerschilder das gleiche Format wie normale Schilder (ohne «U»), allerdings mit roter Schrift auf weissem Grund.
Seit dem 1. Mai 2024 sind Fahrten mit Schweizer Händlerschildern in Deutschland unbefristet möglich.

### Befristete Kontrollschilder

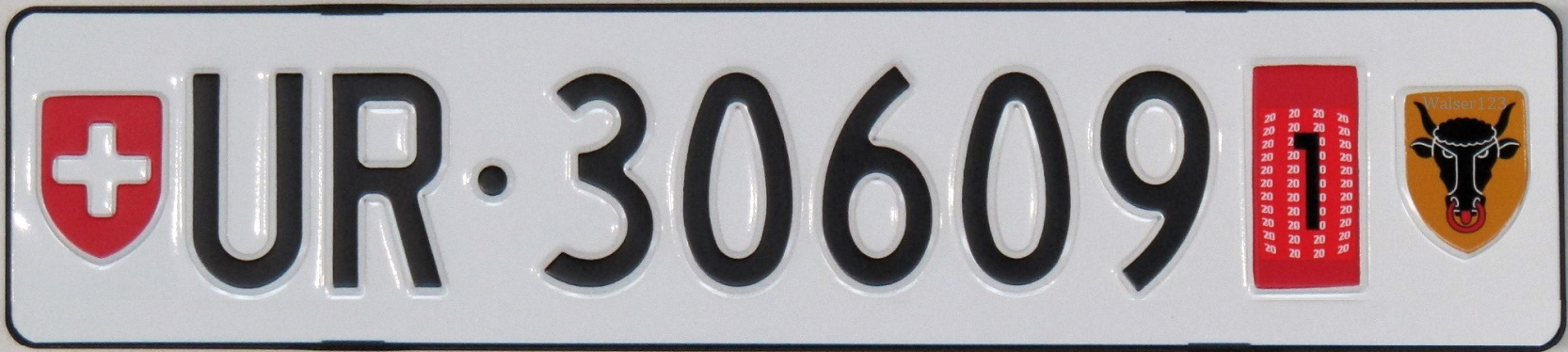
Befristetes Kontrollschild, Uri

Seit 1960 gibt es auch befristete Schilder. Befristete Schilder gelten für verzollte Fahrzeuge, die vorübergehend im Standort-Kanton beim zuständigen Strassenverkehrsamt eingelöst werden. Sie haben neben der Nummer einen länglichen roten Aufkleber, auf dem mehrmals ganz klein das zweistellige Ablaufjahr und darüber der Verfallmonat gut sichtbar aufgedruckt ist.

### Zoll-Kontrollschilder

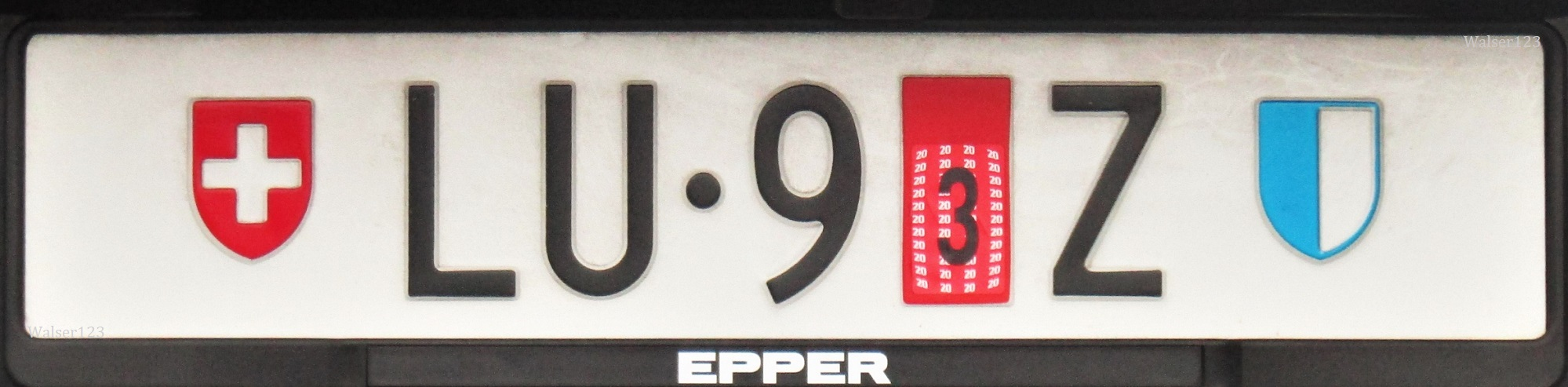
Zoll-Kontrollschild, Luzern

Zollschilder sind für nicht verzollte Fahrzeuge, die vorübergehend in der Schweiz stationiert sind. Sie sind gestaltet wie befristete Schilder, haben zusätzlich noch rechts neben dem roten Balken ein «Z» in schwarz aufgedruckt. Die Nummerierung der Zollschilder sowie der befristeten Schilder wird von den einzelnen Kantonen ungleich behandelt. Es gibt Kantone mit willkürlichen Nummernserien, die oft mit den Nummernserien der «normalen» Schilder identisch sind. In anderen Kantonen wird jeweils nach Ablauf eines Kalender-Jahres wieder mit der Schildnummer 1 begonnen.

### Tagesschilder
Mit Tagesschildern besteht die Möglichkeit, ein nicht immatrikuliertes Auto auf Schweizer Boden für eine begrenzte, kurze Dauer zu fahren. Diese haben eine Gültigkeit von 24, 48, 72 oder 96 Stunden. Im internationalen Vergleich entsprechen Tagesschilder in etwa den deutschen Kurzzeitkennzeichen mit dem gelben Balken.
Es werden dafür Kontrollschilder ausgegeben, die den normalen Schildern entsprechen. Es ist also am Kontrollschild selbst nicht ohne weiteres erkennbar, ob es sich um eine «normale» Zulassung oder ein Tagesschild handelt. Dem geschulten Auge wird jedoch auffallen, dass in vielen Kantonen für diese Tagesschilder spezielle Nummernserien reserviert sind und die Schilder je nach Kanton bereits mit Befestigungslöchern/-schlitzen ausgestattet sind. Das Ablaufdatum eines solchen Tagesschildes ist im Fahrzeugausweis vermerkt. Der Fahrzeugausweis und die Schilder müssen bis zum Tag des Ablaufens beim zuständigen Strassenverkehrsamt wieder abgegeben werden. Je nach Kanton ist auch die Abgabe bei einer Polizeistation oder einem ausserkantonalen Strassenverkehrsamt möglich. Zu spät zurückgegebene Tagesschilder werden durch die Polizei eingezogen, was zusätzliche Kosten verursacht.

## Spezielle Nummernserien

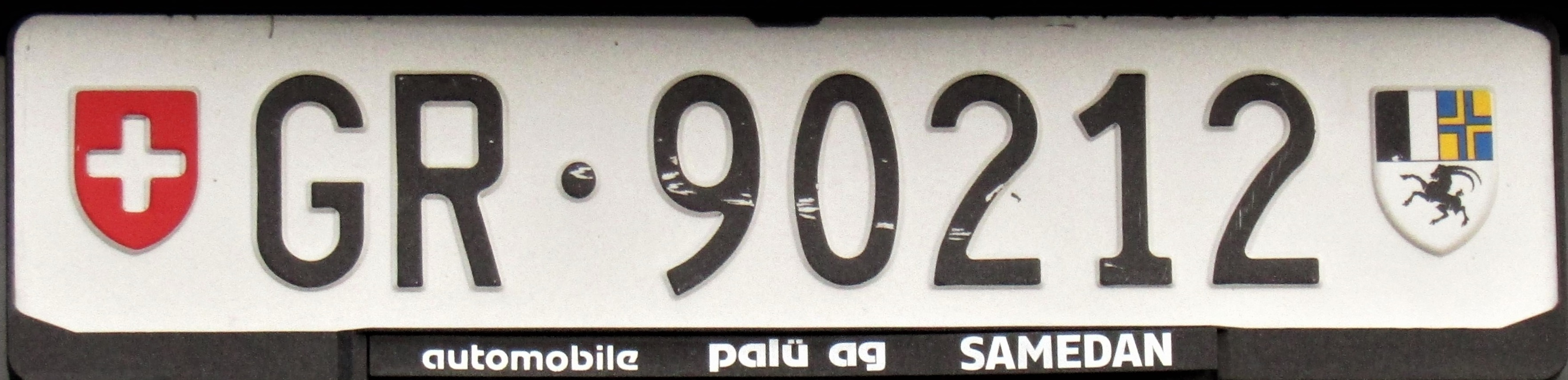
Kontrollschild aus Samnaun (Zollfreigebiet) GR 90000-94999

- Kanton Graubünden: Für die Einwohner der politischen Gemeinde Samnaun (Unterengadin) sind für alle Motorfahrzeug-Kategorien Kontrollschilder der Nummern-Serie GR 90001 – GR 94999 reserviert. Samnaun ist nämlich Zollfreigebiet und die dort gekauften Motorfahrzeuge müssen weder in der Schweiz noch im grenznahen Österreich verzollt werden. Die spezielle Schilder-Nummerierung weist den Zoll auf den Umstand hin, dass das Fahrzeug nicht verzollt ist. Wird ein solches Auto später ausserhalb Samnaun (aber in der Schweiz) weiterverkauft, muss es vom neuen Halter verzollt werden. Im Gegensatz zur übrigen Schweiz erhalten somit die Samnauner für ihre unverzollten Fahrzeuge kein befristetes Zoll-Nummernschild mit rotem Balken und dem Buchstaben «Z», sondern ein normales Kantonsschild mit einer speziellen Nummern-Serie.[2]
- Kanton Genf: Motor-Fahrzeuge des Internationalen Komitees vom Roten Kreuz (IKRK) in Genf, die in der Schweiz nicht verzollt sind und für das IKRK ausschliesslich im Ausland in Einsatz stehen, haben Schweizer Motorfahrzeug-Kontrollschilder der Nummern-Serie GE 900000 – GE 949999. IKRK-Fahrzeuge, die in der Schweiz verzollt sind und am Hauptsitz des IKRK in Genf im Einsatz stehen, haben Schweizer Diplomatenschilder mit dem Code 026.[2] GE 1 bis GE 2999 sind für Taxis reserviert, GE 96xxx(x) für Fahrzeuge, die für die gewerbliche Personenbeförderung zugelassen sind. GE 9xxx und GE 19xxxx werden für Anhänger verwendet.
- Kanton Zürich: Die Nummern von ZH 796000 bis ZH 800999 sind reservierte Kontrollschildnummern. Die Nummern von ZH 801000 bis ZH 859999 sind für Anhänger reserviert. Der Schilderkreis ZH 860000 bis ZH 869999 wird für temporäre Schilder verwendet. Für Tagesschilder ist der Bereich ZH 797000 reserviert.

- Mietfahrzeuge: Auf Grund einer Übereinkunft der Vereinigung der Strassenverkehrsämter (ASA), des Bundes und dem Autovermieterverband lassen Autovermietungs-Firmen in der Schweiz ihre Fahrzeuge seit 2004 im Kanton Appenzell Innerrhoden und im Kanton Waadt immatrikulieren. Die Strassenverkehrsgebühren werden nach einem festen Schlüssel auf die übrigen Kantone verteilt, die Bearbeitungsgebühren hingegen verbleiben im Kanton; so gingen 2016 rund 945'000 Franken an das Innerrhoder Tiefbauamt.[23]  Weil die Straßenverkehrsämter der Kantone Appenzell Innerrhoden und Waadt sehr günstige Verkehrsgebühren erheben, lassen Autovermietungs-Firmen in der Schweiz ihre Fahrzeuge dort immatrikulieren. Die übrigen Kantone verzichten auf die Kontrollschilder-Abgabe für Mietwagen, werden jedoch für den Steuerausfall proportional entschädigt. Appenzeller Kontrollschilder mit Nummern ab AI 20000 werden von der Autovermietungs-Firma AVIS verwendet, die Firma Hertz verwendet Nummern ab AI 30000, Europcar verwendet Nummern ab AI 40000 bzw. ab AI 50000, und die Autovermietungs-Firma Sixt verwendet Nummern ab AI 66000.[2] Die echten Innerrhoder Verkehrsteilnehmer erkennt man an ihren Kontrollschildern mit tiefen Nummern bis ungefähr 15500. Die im Kanton Waadt immatrikulierten Mietwagen haben jeweils Nummern im Bereich von VD 514000 bis VD 519000.

| Autovermietungs-Firma | Kontrollschild                                   |
| --------------------- | ------------------------------------------------ |
| Avis                  | AI 20… AI 21… AI 22… AI 23…                      |
| Hertz                 | AI 30… AI 31… AI 32… AI 33… AI 34…               |
| Europcar              | AI 40… AI 41… AI 50… AI 51… AI 52… AI 53… AI 54… |
| Sixt                  | AI 66… AI 67… AI 68… AI 69…                      |
| Carvolution           | AI 70…                                           |

## Diplomaten-Kontrollschilder

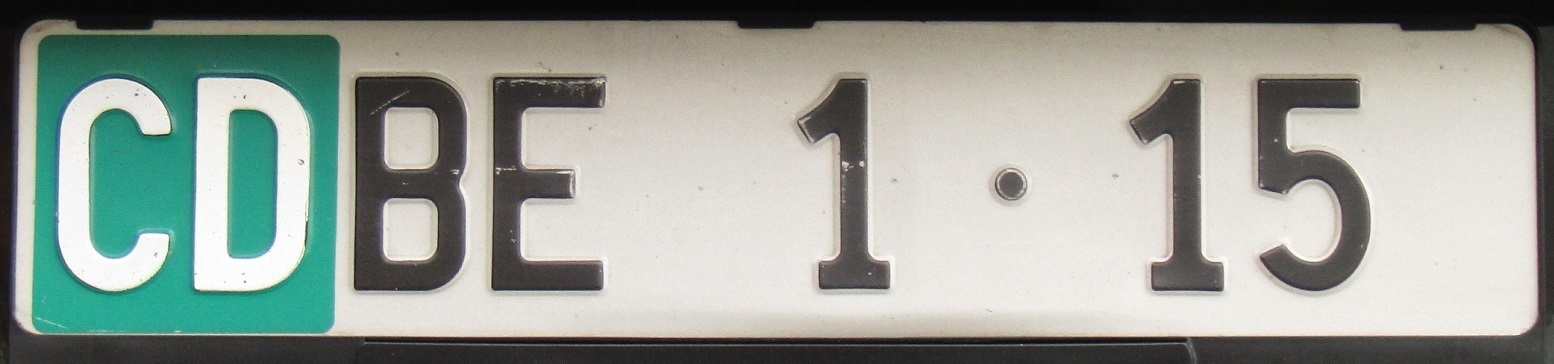
Diplomaten-Kontrollschild der liechtensteinischen (15) Botschaft in Bern, 1 = Botschafter

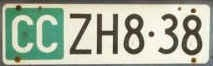
Kontrollschild des irakischen (38) Konsulats in Zürich

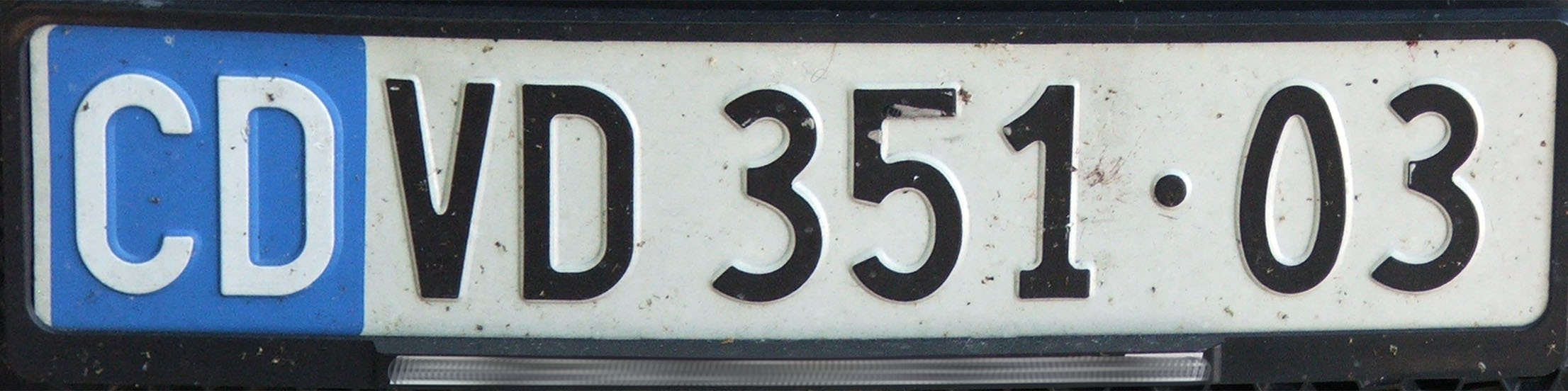
UN-Missionen haben Kennzahlen, die mit einer Null beginnen, z. B. 03 = WHO

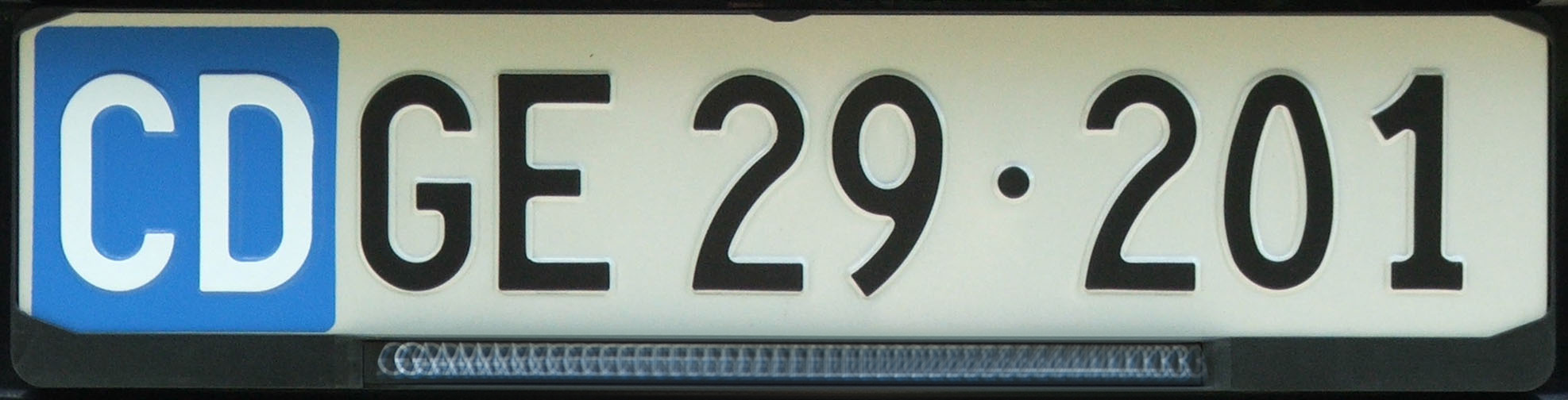
Internationale Organisationen haben Kennzahlen über 200, z. B. 201 = Europäische Union

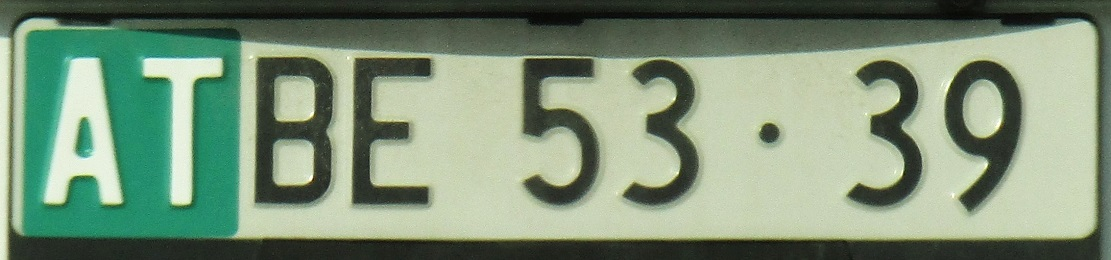
Kontrollschild für Verwaltungs- und technisches Personal der italienischen (39) Botschaft

Fahrzeuge von Angehörigen des Diplomatischen und Konsularischen Corps sowie einiger Internationaler Organisationen tragen ein vom Standort-Kanton der Botschaft bzw. des Konsulats ausgegebenes Kontrollschild. Es zeigt jeweils zwei Buchstaben «CD» (französisch: Corps Diplomatique), «CC» (französisch: Corps Consulaire) oder «AT» (französisch: Personnel administratif et technique), gefolgt vom Kantonskürzel und zwei durch einen Punkt getrennten Zahlen. Die erste Zahl ist eine Ordnungsnummer innerhalb der Mission oder Organisation, wobei die Ziffern von 1 bis 5 dem Chef für Dienst- oder Privat-Wagen zugeteilt wird. Die Zahl nach dem Punkt ist eine Kennzahl (Code) für die internationale Organisation oder das Herkunftsland der diplomatischen Mission. Die vorderen Schilder sind gleich gross wie die hinteren Schilder (500 × 110 mm).
- Dienstwagen der diplomatischen Missionen in Bern
- Privatfahrzeuge des diplomatischen Personals dieser Missionen

- Dienstwagen der von einem Berufsbeamten geleiteten konsularischen Posten
- Privatfahrzeuge der Konsularbeamten
- Separates Zusatzzeichen «CC» für höchstens einen Wagen jedes Honorar-Postenchefs eines konsularischen Postens, dem der Bundesrat das Exequatur erteilt hat. Der Fahrzeugausweis trägt in diesen Fällen den Vermerk «CC-Zeichen bewilligt».

- Dienstwagen ständiger Missionen oder anderer Vertretungen bei zwischenstaatlichen Organisationen sowie Motorfahrzeuge der Mitglieder des diplomatischen Personals dieser Missionen
- Dienstwagen institutioneller Begünstigter wie zwischenstaatlichen Organisationen, internationalen Institutionen, Sekretariaten oder anderen durch einen völkerrechtlichen Vertrag eingesetzten Organen, unabhängigen Kommissionen, internationalen Gerichtshöfen, Schiedsgerichten sowie anderen internationalen Organen, die Vorrechte, Immunitäten und Erleichterungen geniessen.
- Privatfahrzeuge der höchstgestellten Beamten dieser institutionellen Begünstigten, die in der Schweiz diplomatischen Status geniessen.

- Privatfahrzeuge des Verwaltungs- und technischen Personals der diplomatischen Missionen
- Die Ordnungsnummern beginnen jeweils bei 51

| 01 - UN 02 - ILO 03 - WHO 04 - WMO 05 - ITU | 06 - WIPO 07 - CERN 08 - WTO 09 - EFTA 010 - IOM | 011 - IBE 012 - IPU 013 - ICDO 014 - APEF 015 - UPU | 016 - OTIF 017 - ADB 018 - IHC 019 - WCED 020 - BIS | 021 - ITCB 022 - SC 023 - ILC 024 - ACTED 025 - EC | 026 - ICRC 027 - 028 - 029 - 030 - IFRC | 031 - ACWL 032 - OSCE 033 - WMO 034 - 035 - GFATM |

| 201 - EU 202 - OAS 203 - SICA 204 - SCI 205 - AGC 206 - OAU 207 - Commonwealth 208 - Arabische Liga 209 - ATO 210 - IIDC | 211 - OIC 212 - G-15 213 - OIF 214 - Weltbank 215 - ACP 216 - (WTO) 217 - PIF |

| 1 Vatikanstadt 2 Kanada 3 Sri Lanka 4 Australien 5 Iran 6 Spanien 7 Israel 8 Kuwait 9 Vereinigte Staaten 10 Brasilien 11 Mexiko 12 Irland 13 Japan 14 Neuseeland 15 Liechtenstein 16 Monaco 17 Südafrika 18 Ägypten 19 Syrien 20 Algerien 21 Argentinien 22 Österreich 23 Bolivien 24 Chile 25 Kolumbien 26 Südkorea 27 Costa Rica 28 Elfenbeinküste 29 Kuba 30 Ecuador 31 Finnland 32 Frankreich 33 Ghana 34 Guatemala 35 Haiti 36 Indien 37 Indonesien 38 Irak 39 Italien 40 Libanon 41 Panama 42 Peru 43 Philippinen 44 Portugal 45 Tunesien 46 Türkei 47 Uruguay 48 Venezuela 49 Vietnam 50 Demokratische Republik Kongo 51 Deutschland 52 Nigeria 53 Pakistan 54 Bulgarien 55 Volksrepublik China 56 Ungarn 57 Polen 58 Rumänien 59 Serbien 60 Tschechien | 61 Saudi-Arabien 62 Belgien 63 Dänemark 64 Griechenland 65 Libyen 66 Marokko 67 Norwegen 68 Niederlande 69 Schweden 70 Thailand 71 Jordanien 72 Vereinigtes Königreich 73 Russland 74 Luxemburg 75 Äthiopien 76 Dominikanische Republik 77 Paraguay 78 El Salvador 79 Chinesisch Taipeh 80 Jamaika 81 San Marino 82 Trinidad und Tobago 83 Jemen 84 Gabun 85 Malaysia 86 Liberia 87 Sudan 88 Mongolei 89 Malta 90 Belarus 91 Ukraine 92 Island 93 Republik Kongo 94 Tschad 95 Myanmar 96 Senegal 97 Nicaragua 98 Fidschi 99 Honduras 100 Bangladesch 101 Kambodscha 102 Nordkorea 103 Benin 104 Zypern 105 Singapur 106 Zentralafrikanische Republik 107 Katar 108 Oman 109 Kamerun 110 Madagaskar 111 Kenia 112 Somalia 113 Vereinigte Arabische Emirate 114 Tansania 115 Burundi 116 frei, ehem. Südjemen 117 Nepal 118 Bahrain 119 Afghanistan 120 Ruanda | 121 Bhutan 122 Guinea 123 Simbabwe 124 Hongkong 125 Albanien 126 Brunei 127 Dänemark 128 São Tomé und Príncipe 129 Äquatorialguinea 130 Belize 131 Mauritius 132 Kirgisistan 133 Slowenien 134 Kroatien 135 Sambia 136 Bosnien und Herzegowina 137 Slowakei 138 Litauen 139 Lettland 140 Jordanien 141 Angola 142 Nordmazedonien 143 Gambia 144 Armenien 145 Estland 146 Uganda 147 Kasachstan 148 Eritrea 149 Georgien 150 Mauretanien 151 Moldau 152 Aserbaidschan 153 Lesotho 154 Barbados 155 Kap Verde 156 Mosambik 157 Andorra 158 Botswana 159 Mali 160 Usbekistan 161 Burkina Faso 162 Namibia 163 Osttimor 164 St. Kitts und Nevis 165 Eswatini 166 Dschibuti 167 Malediven 168 Montenegro 169 Grenada 170 Niger 171 Tadschikistan 172 frei 173 Kosovo 174 Palästina 175 Togo 176 Komoren 177 Turkmenistan 178 frei 179 Sierra Leone 180 frei 181 Südsudan 300 + ××× - Vertretungen bei der Internationalen Abrüstungskonferenz (××× = Ländercode, z. B. 300 + 9 = 309 = USA) 500 + ××× - Vertretungen bei der Welthandelsorganisation (WTO) (××× = Ländercode, z. B. 500 + 105 = 605 = Singapur) |

## Militärische Fahrzeuge

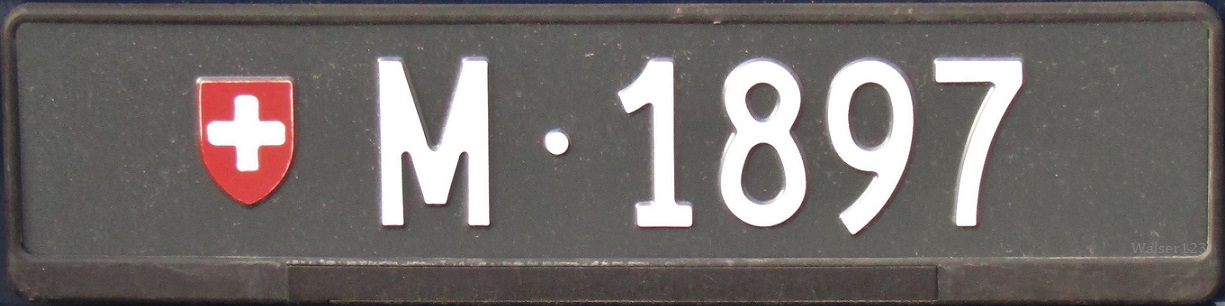
Militär-Kontrollschild PW

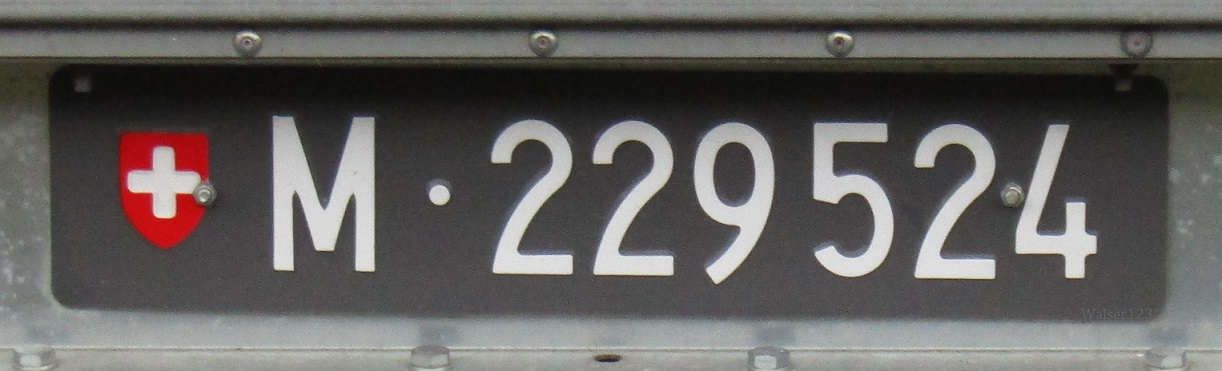
Militär-Anhängerschild

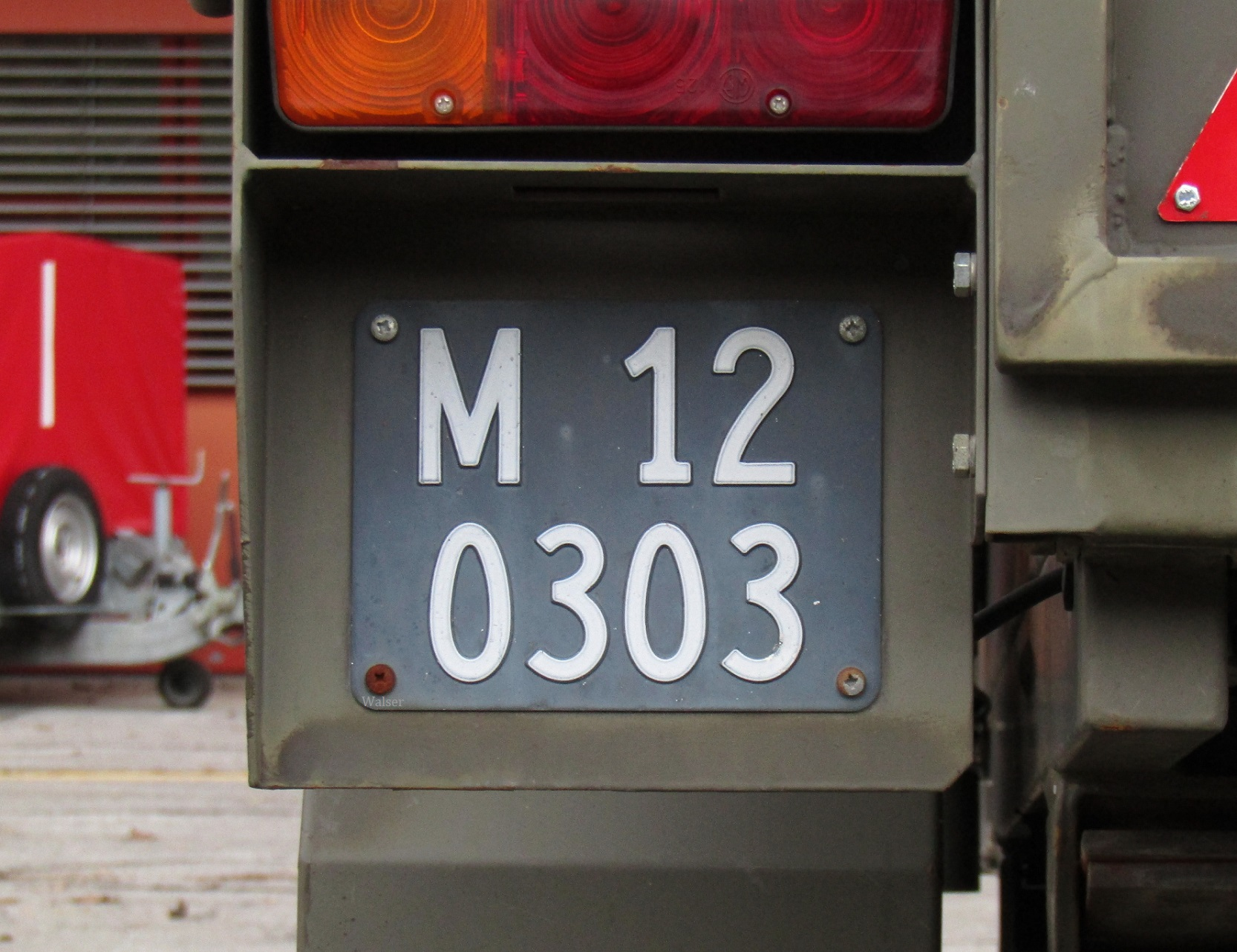
Militär-Anhängerschild ohne Schweizerwappen

Militärfahrzeuge (Fahrzeuge der Armee und Verwaltungsfahrzeuge des Departementsbereichs Verteidigung), Fahrzeuge des Grenzwachtkorps, der Zolluntersuchungsbehörden, der armasuisse sowie des Nachrichtendienstes des Bundes werden durch das Strassenverkehrs- und Schifffahrtsamt der Armee (SVSAA) mit Militärkontrollschildern immatrikuliert (Art. 28 Abs. 1 VFBF).
Militär-Kontrollschilder zeigen das Schweizerwappen gefolgt von einem «M» (Kürzel für «Militaire») und der Nummer in weisser Schrift auf schwarzem Grund. Von 1925 bis 1961 waren alle Militär-Kontrollschilder zweizeilig, oben das Schweizerwappen und das «M» in roter Farbe, unten die Nummer. Seit 1961 gibt es einzeilige vordere Schilder und das «M» in weisser Farbe. 1973 wurde das heutige Format eingeführt.
Die M-Nummern werden nach Fahrzeugtyp und Beschaffungstranche vergeben und sind in der Beschaffungsserie fortlaufend, z. B. Pz 87 (Leopard 2):
- erste Serie: 035 Stück: M77101 bis M77135
- zweite Serie: 120 Stück: M77136 bis M77255
- dritte Serie: 225 Stück: M77256 bis M77480
- Entpannungspanzer 65: 69 Stück: M78631 bis M78699

Bei Prototypen wird jeweils die Ziffer 0 an erster Stelle nach dem M genutzt, sowohl bei Fahrzeugen, die Eingang in die Schweizer Armee finden (z. B. Prototyp Entpannungspanzer 65: M0870), wie auch bei Fahrzeugen, die nicht in Serie beschafft werden (z. B. 35 mm Flab Panzer B22L: M0888 und M0889 oder der Panzerkanone 68: M0871, M0872, M0898, M0899). Das Schild sieht dem Liechtensteiner Kontrollschild ähnlich, welches jedoch das Fürstenwappen und das Kürzel «FL» trägt.

## Autoindex
In vielen Kantonen ist das Register der Kontrollschilder öffentlich einsehbar, teilweise über Online-Halterabfragen über das Internet, sofern der Halter keine entsprechende Auskunftssperre beantragt hat. Ausserdem können jedes Jahr neu aufgelegte Bücher mit einer Liste der Kontrollschilder und dem dazugehörigen Halter käuflich erworben werden.

## Nicht mehr verwendete Kontrollschildtypen

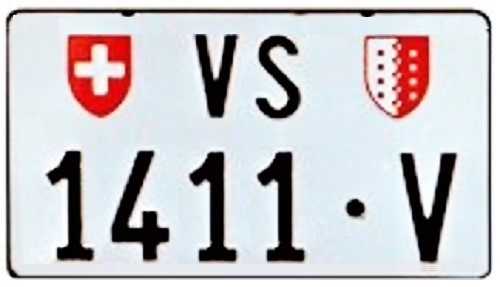
Ehem. Mietwagen-Kontrollschild aus dem Kanton Wallis

- Mietfahrzeuge hatten von 1977 bis 2000 Kontrollschilder mit dem Buchstaben «V» (Vermietung) rechts neben der Zahl. Seit 2001 haben Mietfahrzeuge, wie schon vor 1977, wieder ganz normale kantonale Fahrzeug-Schilder. Die meisten Autovermietungs-Firmen der Schweiz lassen ihre Fahrzeuge im steuergünstigen Kanton Appenzell Innerrhoden oder aber im ebenfalls günstigen Kanton Waadt (VD) immatrikulieren. Alle übrigen Kantone verzichten auf die Kontrollschilder-Abgabe für Mietwagen, werden aber für den Steuerausfall proportional entschädigt.

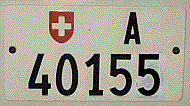
Ehem. Kontrollschild Administration

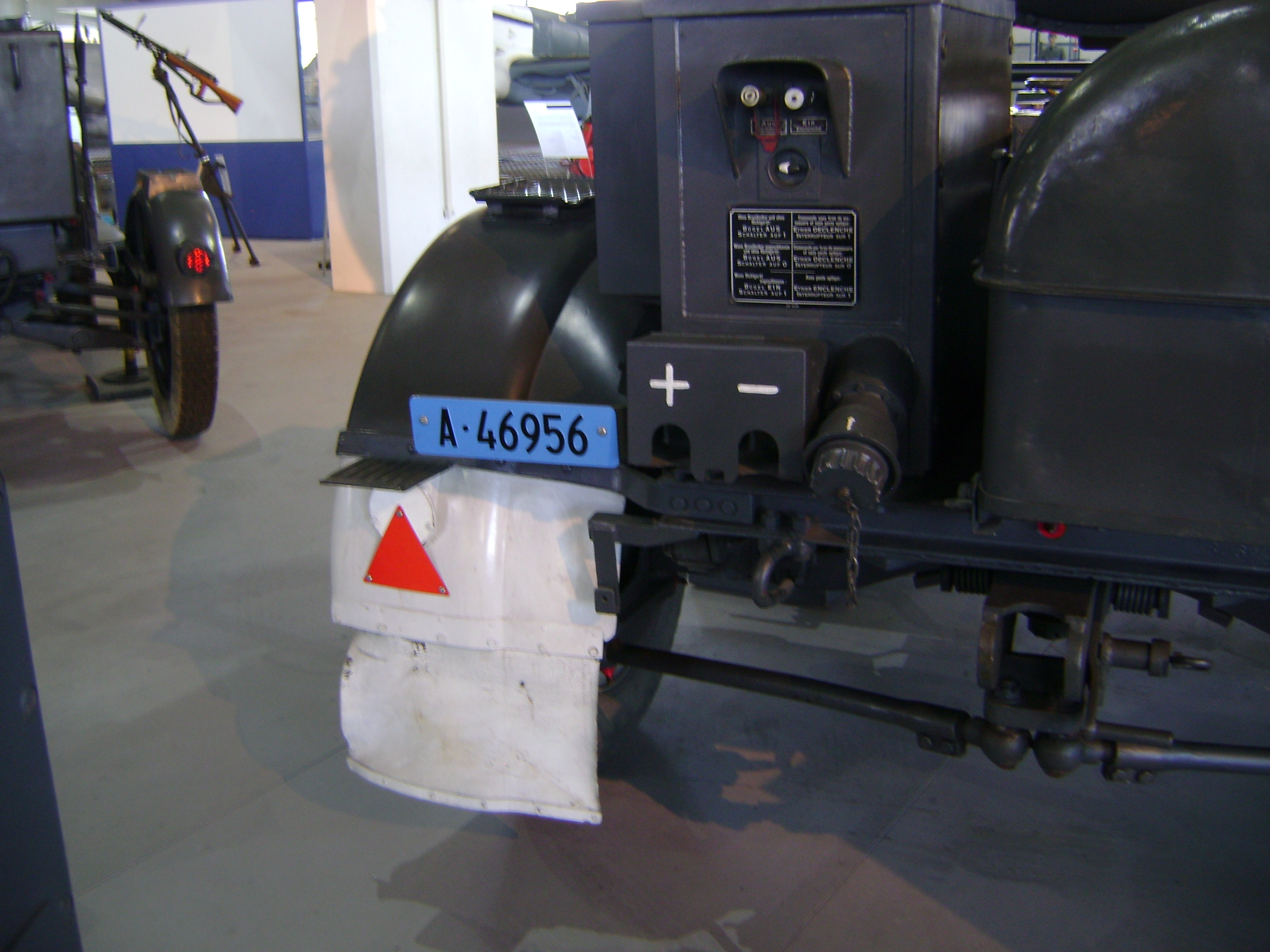
Ehem. Kontrollschild Administration Blau

- Zivile Fahrzeuge des Bundes trugen früher das Schweizerwappen gefolgt von einem «A» (Kürzel für «Administration») und der Nummer mit schwarzen Zeichen auf weissem Grund. Sie trugen auch kein Kantonswappen. Die erste Ziffer der fünfstelligen Nummer stand für das Departement, zu dem das Fahrzeug gehörte. Diese Kontrollschilder werden nicht mehr verwendet. Die Amtsstellen erhalten heute normale Kontrollschilder des Kantons. Einzige Ausnahme bilden die Bereiche Verteidigung und armasuisse innerhalb des VBS, welche die Armeenummern mit Schweizerwappen und weissem «M» auf schwarzem Grund verwenden.

| A • 1xxxx | Eidgenössisches Departement für auswärtige Angelegenheiten                 |
| A • 2xxxx | Eidgenössisches Departement des Innern                                     |
| A • 3xxxx | Eidgenössisches Justiz- und Polizeidepartement                             |
| A • 4xxxx | Eidgenössisches Departement für Verteidigung, Bevölkerungsschutz und Sport |
| A • 5xxxx | Eidgenössisches Finanzdepartement                                          |
| A • 6xxxx | Eidgenössisches Departement für Wirtschaft, Bildung und Forschung          |
| A • 7xxxx | Eidgenössisches Departement für Umwelt, Verkehr, Energie und Kommunikation |
| A • 8xxxx | Bundeskanzlei                                                              |

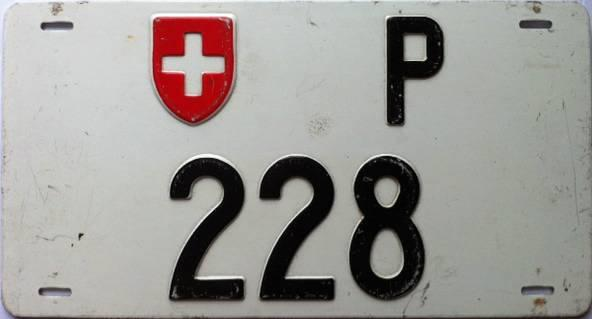
Ehem. Kennzeichen der PTT

- Post, Telegraf und Telefon (PTT) sowie die Schweizerischen Bundesbahnen (SBB) waren bis 1997/98 Teil der Bundesverwaltung, ihre Fahrzeuge trugen das Schweizerwappen gefolgt von einem «P» (Kürzel für «Post») und der Nummer mit schwarzen Zeichen auf weissem, gelbem oder blauem Grund. Die Post und die SBB blieben nach der Verselbständigung vollständig in Bundesbesitz und konnten die P-Schilder vorerst weiterverwenden, hingegen mussten die Fahrzeuge des Telecom-Bereichs, die ab 1. Januar 1998 zur teilprivatisierten Swisscom gehörten, sofort auf kantonale Nummernschilder wechseln.

| P • 1xxxx bis P • 7xxxx | Schweizerische Post         |
| P • 8xxxx bis P • 9xxxx | Schweizerische Bundesbahnen |

Alle Fahrzeuge von Post und Bundesbahnen wurden bis 31. Dezember 2003 auf normale kantonale Schilder umgerüstet. Zuständig für die Ausgabe ist das Strassenverkehrsamt des Kantons, in dem die jeweilige Dienststelle ihren Sitz hat.